# Pacto de Omar
El pacto de Omar (también conocido como tratado de Omar o Leyes de Omar; en árabe: شروط عمر‎ o عهد عمر or عقد عمر) ), es el acuerdo aceptado por Sofronio, en nombre de la comunidad cristiana subyugada de Jerusalén, Siria y Mesopotamia tras la conquista musulmana del sur del cristiano imperio Bizantino, en el que se rendían y aceptaban las condiciones que les imponían los colonizadores liderados por Umar ibn al-Jattab. Más tarde obtendría un estado canónico en la jurisprudencia islámica. La misma especifica los derechos y restricciones para los no musulmanes (dhimmis, o "gente del libro", un tipo de clase de pueblos reconocidos por el Islam, incluidos judíos, cristianos, zoroastrianos y varias otras religiones reconocidas. Hay varias versiones del pacto, difiriendo tanto en estructura y estipulaciones. Mientras el pacto es tradicionalmente atribuido al segundo califa Rashidun Umar ibn al-Jattab,[5] otros juristas y orientalistas han dudado de esta atribución y el tratado se atribuye a los Mujtahids (eruditos islámicos) del siglo IX o al califa omeya Umar II. Este tratado no debe confundirse con la garantía de seguridad de Umar para la gente de Elia (conocida como al-ʿUhda al-ʿUmariyya, en árabe: العهدة العمرية‎).

## Contenido y objetivos
Hay varias versiones diferentes del pacto que difieren tanto en su lenguaje como en sus estipulaciones. Esta “carta” conocida como “El Pacto de Omar” establece las pautas que se seguirían en la convivencia entre los musulmanes y las comunidades sometidas. 
Los puntos más importantes son:
- Se prohibía la construcción de nuevas iglesias, sitios de adoración, monasterios, conventos o eremitorios. (Por ello sea también estaba prohibido construir nuevas sinagogas.

Esta prohibición todavía existe en diversas formas en muchos países islámicos. En otros, a pesar de ser legal por presión occidental, se ponen todos los obstáculos posibles como es el caso de Egipto, Mauritania, Irán y otros.
- Se prohibía la reconstrucción de cualquier iglesia que fuera destruida, ya sea de día como de noche, ya sea en sus vecindarios como en los vecindarios de los musulmanes.

El objetivo era evitar nuevas iglesias en Siria, y las que ya existían, tuvieron que verlas decaer lentamente hasta que se derrumbaran en ruinas. Para la comunidad cristiana, judía, y posteriormente hindú o budista no poder reparar sus templos y verlos derruirse era una forma de humillación.
- Los sitios de adoración de los no-musulmanes tienen que ser más bajos en elevación que la mezquita más baja en ciudad.

- Las casas de adoración de los infieles (no-musulmanes) no pueden ser más altas que la de los musulmanes.

- Se prohíbe colgar la cruz en las Iglesias.

- Se les debe dejar entrar a los musulmanes a las iglesias (para refugiarse) en cualquier momento, ya sea de día como de noche.

- La llamada a la oración por una campana o una clase de Gong (Nakos) debe ser discreta.

- Se prohibía a los cristianos y Judíos elevar su voz en tiempo de oración en una iglesia o sinagoga en presencia de musulmanes.

- Se prohibía enseñar a los niños no musulmanes el Corán.

Esto se debe a la sunna. Según los hadices, específicamente, Salih, es la orden de no dejar caer el Corán en manos de los enemigos, ya que pueden "haceros discusiones sobre ello" Además,  al igual que los cerdos, los kafires son considerados najis (نجس impuros).
- Se prohibía a los cristianos predicar su religión en público o ser vistos con libros o símbolos cristianos en público, en las calles o en los mercados de los musulmanes.

La explicación la encontramos en el Shirk (شرك) que se refiere a tomar otros dioses aparte de Alá (es decir, Politeísmo), y es considerado el crimen más atroz contra el dios islámico. En la actual Arabia Saudí, llevar una Biblia, o portar una cruz/crucifijo está estrictamente prohibido.
- Se prohibía las procesiones del Domingo de Ramos  y de la Pascua.

- Los funerales se tenían que hacer sin hacer ruidos.

- Se prohibía enterrar a los infieles cerca de los musulmanes.

De acuerdo con la gran mayoría de los eruditos islámicos, es un requerimiento obligatorio (fard) para un Musulmán el ser enterrado en cementerios separados de no-musulmanes.
- Se prohibía criar cerdos cerca de los vecinos musulmanes.

- Se prohibía a los cristianos vender bebidas fermentadas a los musulmanes.

- Se prohibía a los cristianos proporcionar refugio o guarecer espías.

- Se prohibía decir mentiras sobre los musulmanes.

- Obligación de mostrar deferencia hacia musulmanes. Si un musulmán desea sentarse, los no-musulmanes debían levantarse de sus asientos y dejar sentarse al musulmán.

- Prohibido predicar  a los musulmanes en un intento de convertirles de Islam.

Todavía se aplica en la mayoría de países musulmanes, si bien los musulmanes pueden hacer proselitismo y ganar conversos, los no-musulmanes tienen estrictamente prohibido hacer lo mismo. De acuerdo con lo anterior, inclusive discutir este importante asunto puede implicar violar este acuerdo. Esta restricción limitó el número de musulmanes apóstatas y (sumado a la yizia) garantizaría una disminución constante y la islamización de la población nativa no musulmana.
- Prohibido evitar la conversión al Islam de los no-musulmanes.
- La apariencia de los no musulmanes tiene que ser diferente a la de los musulmanes. Prohibición de llevar Qalansuwa (una especie de cúpula que solían usar los beduinos), turbante beduino (Amamh), zapatos musulmanes y fajín en la cintura. En cuanto a sus cabezas, estaba prohibido peinarse el cabello de lado como era costumbre musulmana, y se les obligaba a cortarse el cabello en la parte delantera de la cabeza. Además, los no musulmanes no imitarán la forma de hablar árabe-musulmana ni adoptarán los kunyas (nombre árabe, como "abu Khattib").

- Obligación de identificar a los no musulmanes como tales cortándoles el copete de la cabeza y vistiéndose siempre de la misma manera, vayan donde vayan, atando el zunnar (una especie de cinturón) alrededor de la cintura. Los cristianos deben usar cinturones o turbantes azules, los judíos deben usar cinturones o turbantes amarillos, los zoroastrianos deben usar cinturones o turbantes negros y los samaritanos deben usar cinturones o turbantes rojos.

- Prohibición de montar animales en la costumbre musulmana y prohibición de montar con silla de montar.

- Prohibición de adoptar un título de honor musulmán.

- Prohibición de grabar inscripciones árabes en sellos.

- Prohibición de cualquier posesión de armas.

- Los no musulmanes deben acoger a un transeúnte musulmán durante al menos 3 días y alimentarlo.

- Prohibido comprar sirvientes que fueron capturados por Musulmanes.

El fin era que los Cristianos no pudieran comprar y liberar a otros Cristianos.
- Prohibición de tomar esclavos asignados a musulmanes.

- Prohibición de que los no musulmanes dirijan, gobiernen o empleen a musulmanes.

- Ser guías para los Musulmanes y abstenerse de romper su privacidad en sus hogares.

- Si un no musulmán golpea a un musulmán, se le quita la protección Dhimmi.

- A cambio, el gobernante proporcionaría seguridad a los creyentes cristianos que sigan las reglas del pacto.

## Pacto de Teodomiro de Murcia (Tudmir)
Tras la conquista del sur de la península ibérica, Abd al-Aziz, hijo y sucesor de Muza, amplió la dominación islámica a territorios de la actual Murcia, donde gobernaba el conde visigodo Teodomiro, (Tudmir en lengua arábiga). Éste firmó sus capitulaciones con Abd al-Aziz. Las cláusulas de este tratado son similares a algunas de las estipulaciones del Pacto de Omar, pero se agregaría algunas enmiendas: “No maltrataremos de obra a ningún musulmán” y se les exigía el pago anual de un impuesto personal en dinero (yizia) y otro territorial en especie (jaraŷ). De esta forma el nuevo poder musulmán se garantizaba a través de Teodomiro de la percepción de los impuestos.